# Oldenlandia parishii
Oldenlandia parishii är en måreväxtart som beskrevs av Joseph Dalton Hooker. Oldenlandia parishii ingår i släktet Oldenlandia och familjen måreväxter.
Artens utbredningsområde är Burma. Inga underarter finns listade i Catalogue of Life.